# پیتر روست
پیتر روست (انگلیسی: Peter Rost؛ زادهٔ ۲۹ ژوئن ۱۹۵۱) بازیکن هندبال اهل آلمان بود.